# Calesio
Calesio è un personaggio dell'Iliade.

## Mito
Calesio era lo scudiero e auriga di Assilo, un alleato di Priamo proveniente da Arisbe. Queste mansioni gli vennero date in occasione della guerra di Troia, perché prima egli era semplicemente un servo di Assilo.
Fu ucciso col suo signore da Diomede. L'episodio si conclude con l'immagine delle due anime che discendono nell'oltretomba.
 "  E Diomede potente nel grido uccise Assilo,

 figlio di Teutra, che viveva in Arisbe, la ben costruita,

 ricco di beni; ed era amico degli uomini,

 tutti ospitava, casa abitando lungo la via.

 Nessuno di quelli, però, la triste morte gli tenne lontana,

 parandosi innanzi a lui; rapì a entrambi la vita 

 a lui e al servo, Calesio, che allor dei cavalli 

 era guida ed auriga; essi scesero insieme sotto la terra.  " 
(Omero, Iliade, traduzione di Rosa Calzecchi Onesti)

### Fonti
- Omero, Iliade, libro VI, vv 12-19.

### Traduzione delle fonti
- Rosa Calzecchi Onesti, Omero. Iliade, seconda edizione, Torino, Einaudi, 1990.